# Décès en décembre 2020
Décès
- 2016
- 2017
- 2018
- 2019
- 2020
- 2021
- 2022
- 2023
- 2024

Pour une information complémentaire, voir la page d'aide.

| Date         | Nom                           | Activités | Âge | Source |
| ------------ | ----------------------------- | --- | --- | ------ |
| 1er décembre | Hasna Begum                   | Philosophe et féministe bangladaise. | 85  | (en)   |
| 1er décembre | Eric Engstrom                 | Programmeur américain. | 55  | (en)   |
| 1er décembre | Juan Hormaechea               | Homme politique espagnol. | 81  | (es)   |
| 1er décembre | Mariya Itkina                 | Athlète de sprint soviétique puis russe.                                                                                                   | 88  | (ru)   |
| 1er décembre | Nina Ivanova                  | Actrice soviétique puis russe. | 86  | (ru)   |
| 1er décembre | Hugh Keays-Byrne              | Acteur britannico-australien. | 73  | (en)   |
| 1er décembre | Jean-Pierre Lola Kisanga      | Homme politique congolais. | 51  |        |
| 1er décembre | Evelyn Konou                  | Femme politique marshallaise. | 72  | (en)   |
| 1er décembre | Eduardo Lourenço              | Philosophe et essayiste portugais. | 97  | (pt)   |
| 1er décembre | Arnie Robinson                | Athlète américain, champion et médaillé de bronze olympique (1972, 1976).                                                                  | 72  |        |
| 1er décembre | Henri Teissier                | Évêque franco-algérien. | 91  |        |
| 1er décembre | Sol Tolchinsky                | Joueur de basket-ball canadien. | 91  | (en)   |
| 1er décembre | Walter E. Williams            | Économiste américain. | 84  | (en)   |
| 2 décembre   | Mohamed Abarhoun              | Footballeur marocain. | 31  | (tr)   |
| 2 décembre   | Warren Berlinger              | Acteur américain. | 83  | (en)   |
| 2 décembre   | Richard Corben                | Auteur de bandes dessinées américain. | 80  |        |
| 2 décembre   | Koba Davitachvili             | Juriste, économiste et homme politique géorgien.                                                                                           | 49  | (ka)   |
| 2 décembre   | Valéry Giscard d'Estaing      | Homme d'État français, président de la République du 27 mai 1974 au 21 mai 1981.                                                           | 94  |        |
| 2 décembre   | Franco Giraldi                | Réalisateur, scénariste et journaliste italien.                                                                                            | 89  | (it)   |
| 2 décembre   | Rafer Johnson                 | Athlète d'épreuves combinées américain, médaillé d'argent aux Jeux olympiques d'été de 1956 et champion olympique à ceux de 1960.          | 86  | (en)   |
| 2 décembre   | Zafarullah Khan Jamali        | Homme politique pakistanais. | 76  | (en)   |
| 2 décembre   | Karin Lindberg                | Gymnaste artistique suédoise, championne olympique aux Jeux olympiques d'été de 1952 et médaillée d'argent à ceux de 1956.                 | 91  | (se)   |
| 2 décembre   | Aldo Moser                    | Coureur cycliste italien. | 86  | (it)   |
| 2 décembre   | Pat Patterson                 | Catcheur canadien. | 79  | (en)   |
| 2 décembre   | Pamela Tiffin                 | Actrice américaine. | 78  | (en)   |
| 2 décembre   | Bernard Vogler                | Historien français. | 85  |        |
| 3 décembre   | André Gagnon                  | Pianiste, compositeur et chef d'orchestre canadien.                                                                                        | 84  |        |
| 3 décembre   | Kaj Ikast                     | Homme politique danois. | 84  | (da)   |
| 3 décembre   | Alison Lurie                  | Romancière et universitaire américaine. | 94  | (en)   |
| 3 décembre   | Ron Mathewson                 | Bassiste et contrebassiste de jazz écossais.                                                                                               | 76  | (en)   |
| 3 décembre   | Roland Prédiéri               | Architecte et urbaniste français. | 93  |        |
| 3 décembre   | Albert Salvadó                | Écrivain andorran. | 69  | (es)   |
| 4 décembre   | Ole Espersen                  | Homme politique danois. | 85  | (da)   |
| 4 décembre   | Gérard Gourgue                | Homme politique, avocat et enseignant haïtien.                                                                                             | 95  |        |
| 4 décembre   | Cliff Green                   | Scénariste australien. | 85  | (en)   |
| 4 décembre   | Narinder Singh Kapany         | Physicien indo-américain. | 94  | (en)   |
| 4 décembre   | William Kittredge             | Romancier américain. | 88  | (en)   |
| 4 décembre   | David L. Lander               | Acteur et scénariste américain. | 73  | (en)   |
| 4 décembre   | François Leterrier            | Réalisateur, scénariste et acteur français.                                                                                                | 91  |        |
| 4 décembre   | Suhaila Seddiqi               | Femme politique afghane. | 71  | (en)   |
| 4 décembre   | Kinuko Tanida                 | Volleyeuse japonaise, championne olympique aux Jeux olympiques d'été de 1964.                                                              | 81  | (en)   |
| 5 décembre   | Pierre Bernard                | Homme politique français. | 86  |        |
| 5 décembre   | Mickaël Bethe-Selassié        | Sculpteur éthiopien. | 69  |        |
| 5 décembre   | Robert Castel                 | Acteur français. | 87  |        |
| 5 décembre   | Henryk Kukier                 | Boxeur polonais. | 90  | (pl)   |
| 5 décembre   | Sakae Menda                   | Condamné à mort innocenté japonais. | 95  | (en)   |
| 5 décembre   | Ildikó Pécsi                  | Actrice et femme politique hongroise. | 80  | (hu)   |
| 5 décembre   | Viktor Ponedelnik             | Footballeur soviétique puis russe. | 83  | (ru)   |
| 5 décembre   | Wojciech Zabłocki             | Sabreur puis architecte polonais, médaillé d'argent par équipes aux Jeux olympiques d'été de 1956 et 1960 puis de bronze a à ceux de 1964. | 89  | (pl)   |
| 5 décembre   | Theodore Ziolkowski           | Germaniste et professeur d'université américain.                                                                                           | 88  | (en)   |
| 5 décembre   | Dolf de Vries                 | Écrivain et acteur néerlandais | 83  | (nl)   |
| 6 décembre   | Dejan Dabović                 | Poloïste yougoslave puis monténégrin, champion olympique aux Jeux olympiques d'été de 1968.                                                | 76  | (sr)   |
| 6 décembre   | Jaromír Kohlíček              | Homme politique tchèque. | 67  | (cs)   |
| 6 décembre   | Klaus Ofczarek                | Acteur et chanteur d'opéra autrichien. | 81  | (de)   |
| 6 décembre   | Jacques Puisais               | Biologiste et œnologue français. | 93  |        |
| 6 décembre   | Dennis Ralston                | Joueur de tennis américain. | 78  | (en)   |
| 6 décembre   | Paul Sarbanes                 | Avocat et homme politique américain. | 87  | (en)   |
| 6 décembre   | Paul Schroeder                | Historien américain. | 93  | (en)   |
| 6 décembre   | Tabaré Vázquez                | Homme d'État uruguayen. | 80  | (es)   |
| 6 décembre   | Senta Wengraf                 | Actrice autrichienne. | 96  | (de)   |
| 7 décembre   | Akito Arima                   | Physicien nucléaire japonais. | 90  | (ja)   |
| 7 décembre   | Péter Bartók (hu)             | Ingénieur du son américano-hongrois. | 96  | (hu)   |
| 7 décembre   | Joselyn Cano                  | Mannequin et créatrice de mode américaine.                                                                                                 | 30  | (en)   |
| 7 décembre   | Jean-François Charbonnier     | Footballeur français. | 61  |        |
| 7 décembre   | Phyllis Eisenstein            | Romancière et nouvelliste américaine. | 74  | (en)   |
| 7 décembre   | Alexandre Gordon              | Réalisateur, scénariste et acteur russe.                                                                                                   | 88  | (ru)   |
| 7 décembre   | Katarzyna Łaniewska           | Actrice polonaise. | 87  | (pl)   |
| 7 décembre   | Lidia Menapace                | Personnalité politique et essayiste italienne.                                                                                             | 96  | (it)   |
| 7 décembre   | Joseph Sanda                  | Coureur cycliste camerounais. | 35  |        |
| 7 décembre   | Doug Scott                    | Alpiniste britannique. | 79  | (en)   |
| 7 décembre   | Howard Wales                  | Claviériste américain. | 77  |        |
| 7 décembre   | Chuck Yeager                  | Aviateur américain. | 97  |        |
| 8 décembre   | Harold Budd                   | Compositeur de musique contemporaine américain.                                                                                            | 84  |        |
| 8 décembre   | Georgi Konstantinovski        | Architecte macédonien. | 90  | (en)   |
| 8 décembre   | Walter Lechner                | Pilote de courses automobile autrichien.                                                                                                   | 71  | (de)   |
| 8 décembre   | Jordi Nadal                   | Économiste et historien espagnol. | 91  | (es)   |
| 8 décembre   | Raffaele Pinto                | Pilote de rallye automobile italien. | 75  | (it)   |
| 8 décembre   | Alejandro Sabella             | Joueur puis entraîneur argentin de football.                                                                                               | 66  |        |
| 8 décembre   | Kurt Stettler                 | Joueur de football international suisse.                                                                                                   | 88  | (de)   |
| 9 décembre   | Jaime Daniel Castaño Zacarías | Journaliste et photojournaliste mexicain.                                                                                                  |     | (es)   |
| 9 décembre   | Gordon Forbes                 | Joueur de tennis sud-africain. | 86  | (en)   |
| 9 décembre   | Viatcheslav Kébitch           | Homme politique soviétique puis biélorusse.                                                                                                | 84  | (ru)   |
| 9 décembre   | Marc Meneau                   | Chef cuisinier français. | 77  |        |
| 9 décembre   | Alex Olmedo                   | Joueur de tennis péruvien puis américain.                                                                                                  | 84  | (en)   |
| 9 décembre   | Paolo Rossi                   | Footballeur italien. | 64  |        |
| 9 décembre   | Mohammad Yazdi                | Homme politique iranien. | 89  |        |
| 10 décembre  | Tom Lister, Jr.               | Catcheur américain. | 62  | (en)   |
| 10 décembre  | Louis-Gaston Pelloux          | Homme d'affaires français. | 88  |        |
| 10 décembre  | Carol Sutton                  | Actrice américaine. | 76  | (en)   |
| 10 décembre  | Bryan Sykes                   | Professeur de génétique humaine britannique.                                                                                               | 73  | (en)   |
| 10 décembre  | Barbara Windsor               | Actrice britannique. | 83  | (en)   |
| 10 décembre  | Albert de la Chapelle         | Oncologue, seigneur libre et académicien finlandais.                                                                                       | 87  | (fi)   |
| 11 décembre  | Gotthilf Fischer              | Chef de chœur allemand. | 92  | (de)   |
| 11 décembre  | James Flynn                   | Philosophe, psychologue et professeur d'université néo-zélandais.                                                                          | 86  | (en)   |
| 11 décembre  | Kim Ki-duk                    | Scénariste, producteur, réalisateur et monteur sud-coréen.                                                                                 | 60  | (it)   |
| 11 décembre  | Yves Laferrière               | Acteur et compositeur canadien. |     |        |
| 11 décembre  | Malik                         | Auteur de bande dessinée belge. | 72  |        |
| 11 décembre  | László Mindszenti             | Peintre hongrois. | 86  |        |
| 11 décembre  | Lydia Schénardi               | Femme politique française. | 68  |        |
| 12 décembre  | Bird Averitt                  | Basketteur américain. | 68  | (en)   |
| 12 décembre  | Claude Castonguay             | Actuaire et homme politique canadien. | 91  |        |
| 12 décembre  | Nicolas Chumachenko           | Violoncelliste soviétique puis russe. | 76  | (es)   |
| 12 décembre  | Valentin Gaft                 | Acteur soviétique puis russe. | 85  | (ru)   |
| 12 décembre  | Alfonso Gagliano              | Homme politique et diplomate canadien. | 78  | (en)   |
| 12 décembre  | U. A. Khader                  | Romancier indien. | 85  | (en)   |
| 12 décembre  | John le Carré                 | Romancier et agent secret britannique. | 89  |        |
| 12 décembre  | Charley Pride                 | Chanteur et musicien américain. | 86  | (en)   |
| 12 décembre  | Ann Reinking                  | Actrice, danseuse et chorégraphe américaine.                                                                                               | 71  | (en)   |
| 12 décembre  | Fikre Selassie Wogderess      | Homme d'État éthiopien. | 75  | (en)   |
| 12 décembre  | Jack Steinberger              | Physicien helvético-américain. | 99  | (de)   |
| 12 décembre  | Rouhollah Zam                 | Journaliste et essayiste iranien. | 42  |        |
| 13 décembre  | Otto Barić                    | Footballeur puis entraîneur austro-croate.                                                                                                 | 87  | (de)   |
| 13 décembre  | Jacques Donzel                | Écrivain et journaliste suisse. | 80  |        |
| 13 décembre  | Pierre Lacroix                | Personnalité du hockey sur glace canadien.                                                                                                 | 72  |        |
| 13 décembre  | Ambrose Mandvulo Dlamini      | Homme d'affaires et homme d'État swazilandais.                                                                                             | 52  |        |
| 13 décembre  | James McLane                  | Nageur américain, triple champion olympique aux Jeux olympiques d'été de 1948 et à ceux de 1952.                                           | 90  | (en)   |
| 13 décembre  | Rose Ochi                     | Avocate et militante pour les droits civiques américaine                                                                                   | 81  | (en)   |
| 14 décembre  | Elbrus Abbasov                | Footballeur puis entraîneur azerbaïdjanais.                                                                                                | 70  | (ru)   |
| 14 décembre  | Alpha Boucher                 | Acteur canadien. | 77  |        |
| 14 décembre  | Jenny Gérard                  | Productrice et directrice artistique française.                                                                                            | 87  |        |
| 14 décembre  | Gérard Houllier               | Entraîneur français de football. | 73  |        |
| 14 décembre  | Lamine Khene                  | Homme politique algérien. | 89  |        |
| 14 décembre  | Alain Lancelot                | Politologue français. | 83  |        |
| 14 décembre  | Jean-Pierre Lux               | Joueur français de rugby à XV. | 74  |        |
| 14 décembre  | Piotr Machalica               | Acteur polonais. | 65  | (pl)   |
| 14 décembre  | Günter Sawitzki               | Footballeur allemand. | 88  | (es)   |
| 15 décembre  | Ungku Abdul Aziz              | Économiste malaisien. | 98  | (en)   |
| 15 décembre  | Caroline Cellier              | Actrice française. | 75  |        |
| 15 décembre  | Andrée Colson                 | Cheffe d'orchestre et violoniste française.                                                                                                | 96  |        |
| 15 décembre  | Coralie Delaume               | Journaliste française. | 44  |        |
| 15 décembre  | Albert Griffiths              | Chanteur jamaïcain de reggae. | 74  |        |
| 15 décembre  | Paul Nihill                   | Athlète de marches britannique, médaillé d'argent aux Jeux olympiques d'été de 1964.                                                       | 81  | (en)   |
| 15 décembre  | Zoltán Szabó                  | Footballeur puis entraîneur serbo-hongrois.                                                                                                | 48  | (sr)   |
| 15 décembre  | Iouri Touzov                  | Acteur russe. | 67  | (ru)   |
| 16 décembre  | Waldemaro Bartolozzi          | Cycliste sur route et directeur sportif italien.                                                                                           | 93  | (it)   |
| 16 décembre  | Jean Costil                   | Pasteur français. | 78  |        |
| 16 décembre  | Flavio Cotti                  | Homme politique suisse. | 81  | (de)   |
| 16 décembre  | Marcus D'Amico                | Acteur britannique. | 55  | (en)   |
| 16 décembre  | Otto Leodolter                | Sauteur à ski autrichien, médaillé de bronze aux Jeux olympiques d'hiver de 1960.                                                          | 84  | (de)   |
| 16 décembre  | Carl Mann                     | Chanteur, pianiste et guitariste américain.                                                                                                | 78  | (en)   |
| 16 décembre  | Eyrolles Michel Mvunzi Meya   | Homme politique congolais. | 46  |        |
| 16 décembre  | Saufatu Sopoaga               | Homme politique tuvaluan, Premier ministre et ministre des Affaires étrangères de 2002 à 2004.                                             | 68  | (en)   |
| 16 décembre  | Kálmán Sóvári                 | Footballeur hongrois. | 79  | (hu)   |
| 16 décembre  | Renê Weber                    | Footballeur brésilien. | 59  | (pt)   |
| 17 décembre  | Franck Balandier              | Écrivain français. | 68  |        |
| 17 décembre  | Donato Bilancia               | Tueur en série italien. | 69  | (it)   |
| 17 décembre  | Jean Blaton                   | Pilote automobile belge. | 91  |        |
| 17 décembre  | Abdelwahab Bouhdiba           | Sociologue et écrivain tunisien. | 88  |        |
| 17 décembre  | Jeremy Bulloch                | Acteur britannique. | 75  | (en)   |
| 17 décembre  | Pierre Buyoya                 | Homme d'État burundais. | 71  |        |
| 17 décembre  | Alain Carrier                 | Affichiste et illustrateur français. | 96  |        |
| 17 décembre  | Hennadiy Kernes               | Homme politique soviétique puis ukrainien.                                                                                                 | 61  | (uk)   |
| 17 décembre  | Rod Perry                     | Acteur américain. | 86  | (en)   |
| 17 décembre  | Ignaz Puschnik                | Footballeur autrichien. | 86  | (de)   |
| 17 décembre  | Harold Ernest Robinson        | Botaniste et entomologiste américain. | 88  | (en)   |
| 17 décembre  | Giovanni Sacco                | Footballeur puis entraîneur italien. | 77  | (it)   |
| 17 décembre  | Pelle Svensson                | Lutteur puis avocat suédois, médaillé d'argent aux Jeux olympiques d'été de 1964.                                                          | 77  | (se)   |
| 18 décembre  | Charles Brooker               | Hockeyeur sur glace canadien, médaillé de bronze aux Jeux olympiques d'hiver de 1956.                                                      | 88  | (en)   |
| 18 décembre  | Joan Dougherty                | Femme politique canadienne. | 93  |        |
| 18 décembre  | Noël Goutard                  | Homme d'affaires franco-marocain. | 88  |        |
| 18 décembre  | Han Grijzenhout               | Entraîneur de football néerlandais. | 87  | (nl)   |
| 18 décembre  | Armin Hofmann                 | Graphiste suisse. | 100 | (en)   |
| 18 décembre  | Michael Jeffery               | Militaire et homme d'État australien. | 83  | (en)   |
| 18 décembre  | Peter Lamont                  | Chef décorateur et directeur artistique britannique.                                                                                       | 91  | (en)   |
| 18 décembre  | Michał Marusik                | Homme politique polonais. | 69  | (pl)   |
| 18 décembre  | Peter Neumann                 | Mathématicien britannique. | 79  | (en)   |
| 18 décembre  | Takeo Okada                   | Évêque catholique japonais. | 79  | (en)   |
| 18 décembre  | José Vicente Rangel           | Journaliste et homme d'État vénézuélien.                                                                                                   | 91  | (es)   |
| 18 décembre  | Òscar Ribas Reig              | Entrepreneur, avocat et homme politique andorran.                                                                                          | 84  | (ca)   |
| 18 décembre  | Aristóteles Sandoval          | Homme politique mexicain. | 46  | (es)   |
| 18 décembre  | Tim Severin                   | Explorateur, historien et écrivain britannique.                                                                                            | 80  | (en)   |
| 18 décembre  | Noureddine Yazid Zerhouni     | Homme politique algérien. | 83  |        |
| 19 décembre  | Jean Aubouin                  | Scientifique et chercheur français. | 92  |        |
| 19 décembre  | Anthony Birley                | Historien britannique. | 83  | (en)   |
| 19 décembre  | David Giler                   | Producteur, réalisateur et scénariste américain.                                                                                           | 77  | (en)   |
| 19 décembre  | Mekere Morauta                | Homme politique papou-néo-guinéen. | 74  | (en)   |
| 19 décembre  | Märta Norberg                 | Fondeuse suédoise. | 98  | (se)   |
| 19 décembre  | Maria Piątkowska              | Athlète de sprint et de haies polonaise.                                                                                                   | 89  | (pl)   |
| 19 décembre  | Bram van der Vlugt            | Acteur néerlandais. | 86  | (nl)   |
| 20 décembre  | Jean-Louis Azarete            | Joueur français de rugby à XV. | 75  |        |
| 20 décembre  | Romolo Tavoni                 | Pilote automobile italien. | 94  |        |
| 20 décembre  | Ezra Vogel                    | Écrivain et sinologue américain. | 90  | (en)   |
| 20 décembre  | Dietrich Weise                | Footballeur puis entraîneur allemand. | 86  | (de)   |
| 20 décembre  | Ned Wynn                      | Acteur et scénariste américain. | 79  | (en)   |
| 21 décembre  | Kevin Greene                  | Joueur américain de football américain. | 58  | (en)   |
| 21 décembre  | Yvonne Sandberg-Fries         | Femme politique suédoise. | 70  | (sv)   |
| 21 décembre  | Jean-Louis Ugartemendia       | Joueur français de rugby à XV. | 77  |        |
| 22 décembre  | Claude Brasseur               | Acteur, comédien et copilote automobile français.                                                                                          | 84  |        |
| 22 décembre  | Norma Cappagli                | Mannequin argentine. | 81  | (es)   |
| 22 décembre  | Pierre Chappuis               | Poète et critique littéraire suisse. | 90  |        |
| 22 décembre  | Edmund M. Clarke              | Informaticien américain. | 75  | (en)   |
| 22 décembre  | Leo Goodman                   | Statisticien américain. | 92  | (en)   |
| 22 décembre  | Paul Loridant                 | Homme politique français. | 72  |        |
| 22 décembre  | Mohamed Moustapha Mero        | Homme politique syrien. | 79  | (ar)   |
| 22 décembre  | Ernst Schütz                  | Chanteur lyrique et acteur autrichien. | 85  | (de)   |
| 22 décembre  | Stella Tennant                | Mannequin écossaise. | 50  | (en)   |
| 22 décembre  | Tuck Tucker                   | Scénariste et artiste américain. | 59  | (en)   |
| 23 décembre  | Arkadi Andreasyan             | Footballeur puis entraîneur soviétique puis arménien, médaillé de bronze aux Jeux olympiques d'été de 1972.                                | 73  |        |
| 23 décembre  | James E. Gunn                 | Écrivain américain de science-fiction. | 97  | (en)   |
| 23 décembre  | Moé Makosso IV                | Roi de Loango. | 76  |        |
| 23 décembre  | Rei Nakanishi                 | Romancier et compositeur japonais. | 82  | (en)   |
| 23 décembre  | Ronan Olier                   | Peintre français. | 71  |        |
| 23 décembre  | Frankie Randall               | Boxeur américain. | 59  |        |
| 23 décembre  | Alexandre Skirda              | Historien et traducteur français. | 78  |        |
| 23 décembre  | Jean-Paul Volnay              | Ségatier et auteur-compositeur-interprète français.                                                                                        | 68  |        |
| 23 décembre  | Leslie West                   | Guitariste et chanteur américain. | 75  | (en)   |
| 23 décembre  | Joel Yanofsky                 | Romancier et critique littéraire canadien.                                                                                                 | 65  | (en)   |
| 23 décembre  | Rika Zaraï                    | Chanteuse et écrivaine franco-israélienne.                                                                                                 | 82  |        |
| 24 décembre  | Mouloud Achour                | Écrivain, journaliste et professeur algérien.                                                                                              | 76  |        |
| 24 décembre  | Ivry Gitlis                   | Violoniste franco-israélien. | 98  |        |
| 24 décembre  | Aleksandar Ivoš               | Footballeur yougoslave puis serbe. | 90  | (sr)   |
| 24 décembre  | Armando Romero                | Footballeur mexicain. | 60  | (es)   |
| 24 décembre  | Siv Widerberg                 | Écrivain et journaliste suédois. | 89  | (su)   |
| 25 décembre  | William Bentsen               | Skipper américain, champion et médaillé de bronze olympique (1964, 1972).                                                                  | 90  | (en)   |
| 25 décembre  | Ivan Bohdan                   | Lutteur soviétique puis russe, champion olympique aux Jeux olympiques d'été de 1960.                                                       | 92  | (ru)   |
| 25 décembre  | Soumaïla Cissé                | Homme politique malien. | 71  |        |
| 25 décembre  | Reginald Foster               | Prêtre catholique latiniste américain. | 81  |        |
| 25 décembre  | Danny Hodge                   | Lutteur et boxeur américain, médaillé d'argent aux Jeux olympiques d'été de 1956.                                                          | 88  | (en)   |
| 25 décembre  | K. C. Jones                   | Basketteur puis entraîneur américain, champion aux Jeux olympiques d'été de 1956.                                                          | 88  | (en)   |
| 25 décembre  | François Laborde              | Prêtre catholique français. | 93  |        |
| 25 décembre  | Barry Lopez                   | Écrivain américain. | 75  | (en)   |
| 25 décembre  | Jaan Rääts                    | Pianiste et compositeur soviétique puis estonien.                                                                                          | 88  | (ee)   |
| 25 décembre  | Tony Rice                     | Guitariste américain . | 69  | (en)   |
| 25 décembre  | Barbara Rose                  | Historienne de l'art américaine. | 84  | (en)   |
| 25 décembre  | Maxim Tsigalko                | Footballeur biélorusse. | 37  | (it)   |
| 26 décembre  | Derek Aucoin                  | Lanceur canadien de baseball. | 50  |        |
| 26 décembre  | George Blake                  | Agent double britannique. | 98  |        |
| 26 décembre  | Laurence L. Bongie            | Universitaire canadien. | 91  | (en)   |
| 26 décembre  | George Robert Carruthers      | Physicien et scientifique afro-américain.                                                                                                  | 81  | (en)   |
| 26 décembre  | Edmond Couchot                | Professeur des universités, théoricien et artiste contemporain français.                                                                   | 88  |        |
| 26 décembre  | Luke Harper                   | Catcheur américain. | 41  |        |
| 26 décembre  | Jim McLean                    | Footballeur écossais. | 83  | (en)   |
| 26 décembre  | Gilbert Naccache              | Écrivain et homme politique tunisien. | 81  |        |
| 26 décembre  | Phil Niekro                   | Lanceur américain de baseball. | 81  | (en)   |
| 26 décembre  | Jean-Guy Paré                 | Homme politique québécois. | 73  |        |
| 26 décembre  | Tito Rojas                    | Chanteur de salsa américano-portoricain.                                                                                                   | 65  | (es)   |
| 26 décembre  | Gregorio Salvador Caja        | Dialectologue, lexicographe et critique littéraire espagnol.                                                                               | 93  | (es)   |
| 26 décembre  | Peter Schmidhuber             | Homme politique allemand. | 89  | (de)   |
| 27 décembre  | Berck                         | Scénariste et dessinateur belge de bande dessinée.                                                                                         | 91  |        |
| 27 décembre  | Giorgio Galli                 | Politologue, historien et universitaire italien.                                                                                           | 92  | (it)   |
| 27 décembre  | Yūichirō Hata                 | Homme politique japonais. | 53  | (en)   |
| 27 décembre  | Roberto Junguito              | Économiste et ambassadeur colombien. | 77  | (es)   |
| 27 décembre  | William Link                  | Écrivain, scénariste et producteur de télévision américain.                                                                                | 87  | (en)   |
| 27 décembre  | Mohamed Louafa                | Homme politique et diplomate marocain. | 72  |        |
| 27 décembre  | Michel Potage                 | Peintre français. | 71  |        |
| 27 décembre  | Zouheïra Salem                | Chanteuse tunisienne. | 80  |        |
| 27 décembre  | Veronika Tóbiás               | Haltérophile hongroise. | 53  | (en)   |
| 28 décembre  | James Bordas                  | Homme politique français. | 91  |        |
| 28 décembre  | Fu Cong                       | Pianiste chinois. | 86  | (en)   |
| 28 décembre  | Jean-Marc Forneri             | Homme d'affaires français. | 61  |        |
| 28 décembre  | Jyrki Heliskoski              | Entraîneur de football finlandais. | 75  | (fi)   |
| 28 décembre  | George Hudson                 | Footballeur anglais. | 83  | (en)   |
| 28 décembre  | Armando Manzanero             | Acteur et musicien mexicain. | 86  | (en)   |
| 29 décembre  | Claude Bolling                | Pianiste, chef d'orchestre et compositeur français.                                                                                        | 90  |        |
| 29 décembre  | Pierre Cardin                 | Couturier français. | 98  |        |
| 29 décembre  | Agitu Gudeta                  | Éleveuse de chèvres éthiopienne. | 42  |        |
| 29 décembre  | Corrado Olmi                  | Acteur italien. | 94  | (it)   |
| 29 décembre  | John Paul Jr.                 | Pilote automobile américain. | 60  | (en)   |
| 29 décembre  | Luigi Snozzi                  | Architecte suisse. | 88  | (en)   |
| 29 décembre  | Jeanine Toulouse              | Athlète française. | 97  |        |
| 30 décembre  | Gaztelu                       | Footballeur international espagnol. | 74  | (eu)   |
| 30 décembre  | Jean Larguier                 | Juriste français. | 95  |        |
| 30 décembre  | Samuel Little                 | Tueur en série américain. | 80  |        |
| 30 décembre  | Dawn Wells                    | Actrice américaine. | 82  |        |
| 30 décembre  | Eugene Wright                 | Contrebassiste de jazz américain. | 97  |        |
| 31 décembre  | John Cardos                   | Réalisateur américain. | 91  | (en)   |
| 31 décembre  | Jean-Pierre Coursodon         | Critique et historien du cinéma français.                                                                                                  | 85  |        |
| 31 décembre  | Tommy Docherty                | Footballeur puis entraîneur britannique.                                                                                                   | 92  | (en)   |
| 31 décembre  | Paul Etyang                   | Homme politique ougandais. | 82  | (en)   |
| 31 décembre  | Jolanta Fedak                 | Femme politique polonaise. | 60  | (pl)   |
| 31 décembre  | Robert Hossein                | Acteur, réalisateur, scénariste, dialoguiste et metteur en scène français.                                                                 | 93  |        |
| 31 décembre  | Dušan Jovanović               | Dramaturge, essayiste, écrivain et metteur en scène yougoslave puis slovène.                                                               | 81  | (sl)   |
| 31 décembre  | Jean Renard                   | Géographe français. | 84  |        |
| 31 décembre  | Olivier Royant                | Journaliste français. | 58  |        |
| 31 décembre  | Joan Micklin Silver           | Réalisatrice américaine. | 85  | (en)   |
| 31 décembre  | Dick Thornburgh               | Juriste et homme politique américain. | 88  | (en)   |
| 31 décembre  | Gérard Voulouzan              | Artiste-peintre français. | 76  |        |